# Kuruschata

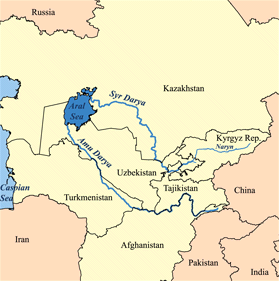
Aralsee mit Amudarja und Syrdarja

Kuruschata, andere Umschriften Kurušata, Kyrušchate, Kyreschate, Kureschate, altpersisch Kurušati, griechisch Kuroupolis, lateinisch Cyropolis, war der Name einer zentralasiatischen Stadt, die im Gebiet der historischen Region Sogdiana innerhalb Transoxaniens in der Nähe des Flusses Jaxartes (heute Syrdarja) lag.
Wissenschaftler leiteten anfangs vom iranischen KuruÞkaƒa ab und vermuteten die Gleichsetzung mit einer anderen Stadt. Zwischenzeitlich gehen die meisten Wissenschaftler aber von der altpersischen Bedeutung šati/a (fern, letzte, weit) aus und übersetzen Kurušata daher mit Kyros' entfernteste Stadt/Entfernteste Stadt des Kyros.
Die Stadt wurde ursprünglich als Festung zwischen 537 v. Chr. und 532 v. Chr. von Kyros II. während seiner Feldzüge in die östlichen Perserprovinzen gegründet. Sie diente als Unterstützungs- und Versorgungspunkt für die Kämpfe gegen die Massageten und Saken. Kuruschata findet ebenfalls in antiken Quellen über Alexander den Großen Erwähnung. Als sich die Sogder im Herbst 329 v. Chr. gegen die makedonische Hegemonie erhoben, führte Alexander sofort einen Feldzug gegen die Aufständischen. Er übertrug seinem Feldherrn Krateros die Belagerung der stark befestigen Stadt Kuruschata, während er zunächst gegen andere revoltierende Orte zog. Dann leitete er selbst die Erstürmung von Kuruschata. Laut dem Alexanderhistoriker Arrian drang er mit seinen Truppen durch das gerade ausgetrocknete Bett des durch die Stadt strömenden Flusses in Kuruschata ein, während Quintus Curtius Rufus angibt, dass der Makedonenkönig durch einen Minengang ins Innere der Siedlung gelangt sei. Die Aufständischen lieferten den makedonischen Streitkräften einen erbitterten Straßenkampf. Alexander wurde im Verlauf dieser Auseinandersetzungen durch einen Steinwurd am Kopf oder Nacken verwundet und musste weggetragen werden. Auch Krateros erlitt Verletzungen. 8000 Revoltierende verloren ihr Leben; die übrigen zogen sich in die Burg zurück, sahen sich aber bereits am nächsten Tag infolge Wassermangels zur Kapitulation genötigt. Alexander ließ daraufhin Kuruschata zerstören.
Kuruschata wird mehrheitlich an der Stelle der heutigen Stadt Istarawschan im Westen des Ferghanatals in Tadschikistan lokalisiert. Als alternativer Ort wurde eine antike Festung mit dem heutigen Lokalnamen Schirin in der Nähe des Dorfes Kurkat genannt. Dieser Ort liegt nördlich von Istarawschan (in Richtung Chudschand) und damit näher am Syrdarja. Der Ortsname Kurkat lässt sich auf Kuruschata zurückführen.